# Округ Сандерс (Монтана)
Сандерс (енгл. Sanders County) је округ у америчкој савезној држави Монтана.

## Демографија
По попису из 2010. године број становника је 11.413, што је 1.186 (11,6%) становника више него 2000. године.
| Група             | 2000.         | 2010.          |
| Белци             | 9.299 (90,9%) | 10.320 (90,4%) |
| Афроамериканци    | 13 (0,1%)     | 17 (0,1%)      |
| Азијати           | 31 (0,3%)     | 34 (0,3%)      |
| Хиспаноамериканци | 159 (1,6%)    | 233 (2,0%)     |
| Укупно            | 10.227        | 11.413         |